# Dekanat Kenai
Dekanat Kenai – jeden z ośmiu dekanatów diecezji Alaski Kościoła Prawosławnego w Ameryce.
Na terytorium dekanatu znajdują się następujące parafie:
- Parafia Narodzenia Matki Bożej w Chenega Bay
- Parafia św. Michała Archanioła w Cordovie
- Parafia Zaśnięcia Matki Bożej w Kenai
- Parafia Świętych Konstantyna i Heleny w Lime Village
- Parafia Świętych Sergiusza i Hermana z Wałaamu w Nanwalek
- Parafia Przemienienia Pańskiego w Ninilchik
- Parafia św. Hermana z Alaski w Port Graham
- Parafia św. Mikołaja w Seldovii
- Parafia św. Mikołaja w Tatitlek

Ponadto na terenie dekanatu działa placówka misyjna św. Marii Egipcjanki w Homer.